# Ingeniería metalúrgica
La ingeniería metalúrgica es la rama de la ingeniería que se encarga de tratar los elementos metálicos y no metálicos contenidos en los minerales mediante procesos físicos y químicos, para destinarlos finalmente a la producción de aleaciónes utilizando estos elementos. La extracción, el procesamiento y la fundición de estos materiales para la producción de aleaciones permite obtener materiales para construcción, trabajo en metal o diferentes productos utilizados en la vida cotidiana, además de transformación en productos netamente finales (conformado de metales).
A su vez, también se consideran dentro de la metalurgia las operaciones electrolíticas, tratamientos térmicos, fabricación de aleaciones y otros aspectos relacionados netamente con los metales y en los no metales la producción de cerámicas, materiales refractarios y diversos cristales.
Su formación, lo capacita para diseñar, instalar, operar, mantener y controlar equipos y sistemas metalúrgicos, relacionando las variables del proceso con el fin de lograr una producción y una generación de servicios más económicos y eficientes.

## Procesos metalúrgicos
Los procesos metalúrgicos comprenden las siguientes fases:
- Obtención del metal a partir del mineral que lo contiene en estado natural, separándolo de la ganga.
- El afino, enriquecimiento o purificación: eliminación de las impurezas que quedan en el metal.
- Elaboración de aleaciones.
- Otros tratamientos del metal para facilitar su uso.

Operaciones básicas de obtención de metales: 
- Operaciones físicas: triturado, molido, filtrado (a presión o al vacío), centrifugado, decantado, flotación, disolución, destilación, secado, precipitación física.
- Operaciones químicas: tostación, oxidación, reducción, hidrometalurgia, electrólisis, hidrólisis, lixiviación mediante reacciones ácido-base, precipitación química, electrodeposición y cianuración.

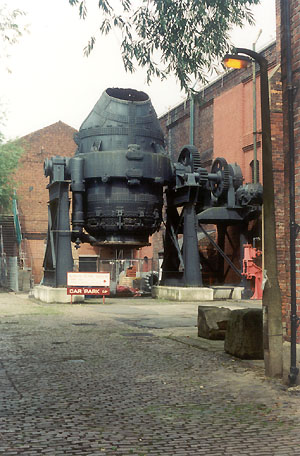
Convertidor Thomas-Bessemer

Dependiendo el producto que se quiera obtener se realizarán distintos métodos de tratamiento. Principalmente, el procedimiento comienza con la separación de la mena, parte del mineral conveniente en el aspecto económico, de los materiales de desecho, denominados como ganga, que suele componerse de arcilla y otros silicatos. Para ello, comúnmente se emplea el método de flotación en el que la mena se muele y se vierte en agua que contiene distintos tipos de aceite y detergente. Al batir esta mezcla líquida se producirá una espuma que separará con la ayuda del aceite las partículas del mineral de forma selectiva, arrastrando hacia la superficie de la espuma dichas partículas y dejando en el fondo la ganga.

Otra forma de flotación es el proceso que pueden emplearse las propiedades magnéticas de los minerales, esto se puede hacer por medio de imanes ya que estos minerales son ferromagnéticos, donde atrae al mineral dejando intacto a la ganga.
- Datos: Q5916079